# Пятно Пуассона
Пятно Араго — Пуассона (иногда просто пятно Пуассона) — это яркое пятно, возникающее за непрозрачным телом, освещённым направленным пучком света, в его области геометрической тени.

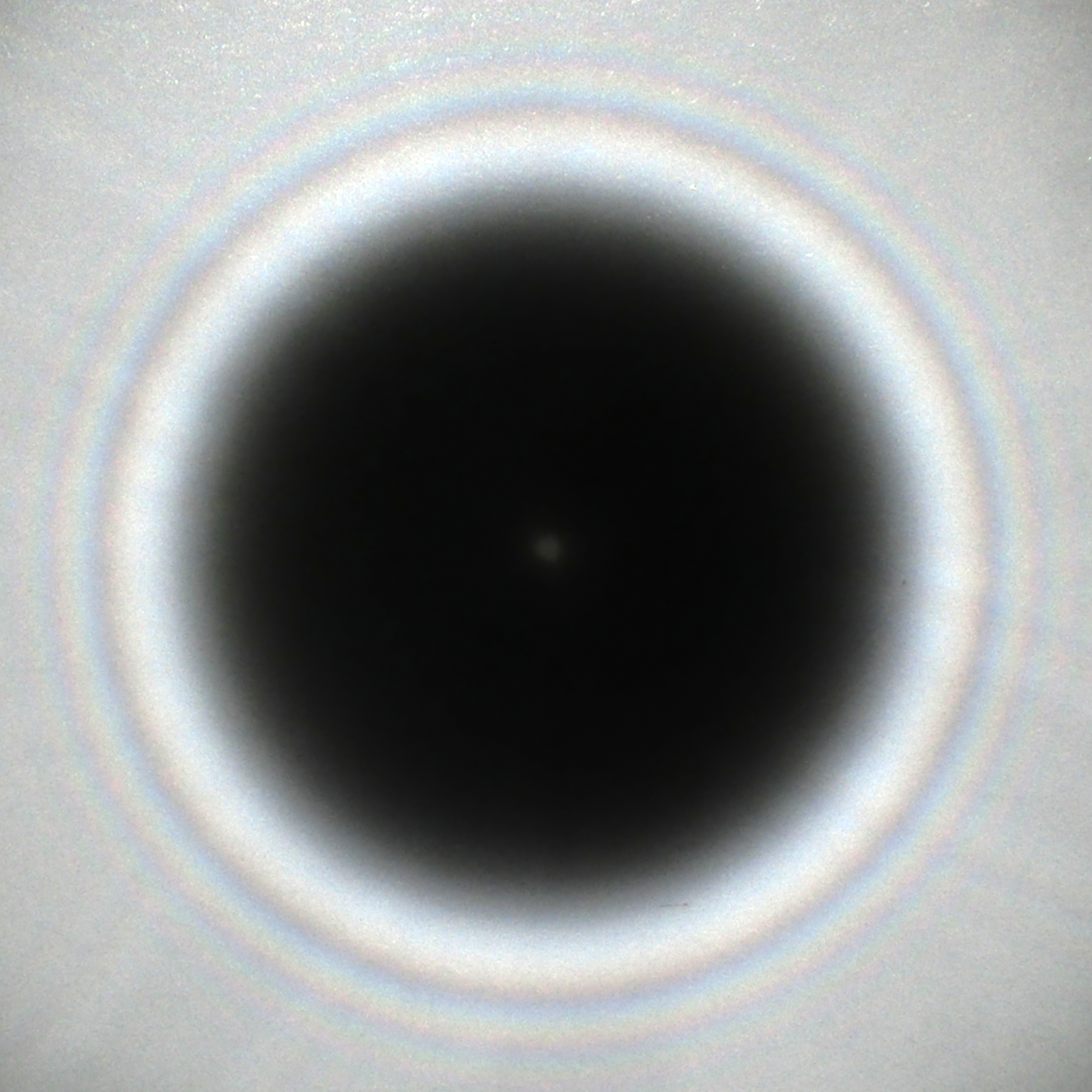
Фото пятна Араго — Пуассона

Это явление стало одним из веских подтверждений волновой теории света. Существование этого пятна показал теоретически в 1818 году Симеон Дени Пуассон на основе предложенной Огюстеном Френелем теории. Получалось, что за большим круглым непрозрачным телом прямо в середине его геометрической тени должно возникать небольшое светлое пятно. Очевидную абсурдность этого результата Пуассон хотел использовать как главный аргумент против теории дифракции Френеля, однако Доминик Араго поставил эксперимент, подтвердивший это предсказание. В итоге этот результат, ставший известным как пятно Араго — Пуассона, оказался весомым аргументом в пользу новой волновой теории. 

## Объяснения эффекта

### Элементарное
Существование пятна Араго — Пуассона легко объяснить на основании принципа Гюйгенса — Френеля. Предположим, что на круглый непрозрачный диск падает плоская волна, параллельная оси диска. Согласно принципу Гюйгенса — Френеля, точки на краю диска можно рассматривать как источники вторичных волн, причём все они будут когерентны. Все эти волны пройдут одинаковое расстояние от края диска до любой точки на его оси. В результате они придут в эту точку в одинаковой фазе и усилятся, создавая яркое пятнышко. Стоит отметить, что на достаточно больших расстояниях от диска наблюдать пятно становится невозможно, в силу пространственной декогерентности приходящих волн.

### Теория рассеяния
Существование пятна Араго — Пуассона может быть частично объяснено на основе общей теории рассеяния. Полное сечение рассеяния {\displaystyle \sigma _{\text{tot}}} света на препятствии и (комплексная) амплитуда рассеяния {\displaystyle f} связаны соотношением
{\displaystyle \mathrm {f(\mathbf {n} ,\mathbf {n} )} ={\frac {k}{4\pi }}\sigma _{\text{tot}},}
называемым оптической теоремой. Здесь {\displaystyle \mathbf {n} } — направление падающего пучка. Отсюда, в силу непрерывности амплитуды рассеяния как функции направления рассеяния, следует, что дифференциальное сечение рассеяния вперёд
{\displaystyle d\sigma _{\text{fw}}=|f(\mathbf {n} ,\mathbf {n} )|^{2}\,do}
отлично от нуля, что соответствует светлому пятну позади тела. Отметим, что это объяснение не вполне точное, так как описание света с помощью амплитуды и сечения рассеяния возможно лишь на расстоянии, большом по сравнению с размерами тела, но на таких расстояниях становится существенным учёт когерентности волн, а кроме того становится невозможным точно сопоставить размеры геометрической тени тела и соответствующего светлого пятна.

## Создание акустических миражей
Эффект пятна Пуассона может проявляться не только в оптике, но и в акустике. Примером такого проявления может служить создание акустических миражей. Суть эффекта заключается в том, что для частот звука порядка 1—4 кГц длина волны звука сравнима с размерами головы человека. Поэтому возможно создание ситуации, когда источник находится с одной стороны головы, а максимум интенсивности вследствие эффекта пятна Пуассона возникает возле другой стороны. Поэтому человеку кажется, что звук идёт не с той стороны — возникает мираж. Для наблюдения эффекта нужны специальные условия, и в реальной жизни он наблюдается редко.